# Репарації з Росії
Репарації з Росії після російсько-української війни — повне або часткове відшкодування (за мирним договором або іншими міжнародними актами) Росією збитків, заподіяних Україні внаслідок анексії Криму, війни на сході України та російського вторгнення в Україну. Про це заявив 3 березня 2022 року Президент України Володимир Зеленський.

## Загальна інформація
Питання про виплату компенсацій Росією збитків, заподіяних Україні внаслідок анексії Криму та розпочатої 2014 року війни на Донбасі обговорюється від самого початку. Зокрема, у листопаді 2019 року міністр інфраструктури Владислав Криклій відзначив, що Росія буде змушена виплатити Україні репарації за військову агресію на Донбасі.
Уперше офіційно на державному рівні Україні питання було закріплено у червні 2021 року, у прийнятій Кабінетом міністрів України Стратегії зовнішньополітичної діяльності України. Документ передбачає, що Україна у своїй зовнішній політиці на російському напрямку буде домагатися припинення збройного конфлікту і повернення тимчасово окупованих територій.
Президент України Володимир Зеленський 3 березня 2022 року ще під час ведення бойових дій, у ході виплат репарацій та контрибуцій Російська Федерація відновить Україні всю понівечену інфраструктуру.
|  | «Ми відновимо кожний будинок, кожну вулицю, кожне місто. І говоримо Росії: вчіть слова «репарації» та «контрибуції». Ви відшкодуєте усе, що зробили проти України. В повному обсязі. А тих, хто загинув – ми не забудемо» - заявив Президент України Володимир Зеленський. |

### Розмір збитків
За інформацією голови Комітету економістів України Андрія Новака з початком російської агресії Україна втратила до 20 % ВВП одномоментно. Так, ВВП 2013 року становив 183 мільярди доларів. Відповідно, з того часу держава щороку недоотримує до 4 мільярдів доларів прямих іноземних інвестицій.
Причому, загальна сума збитків буде значно більшою. Адже вона включає збитки від руйнування інфраструктури і її можна буде порахувати лише після деокупації всієї території України.
Світовий Банк, Організація Об’єднаних Націй, Європейська комісія та український уряд у четвертій Швидкій оцінці збитків і потреб (RDNA4 за англійською абревіатурою), оприлюдненій 25 лютого 2025 року оцінив орієнтовні загальні витрати на відновлення та відбудову України внаслідок російської агресії у 524 мільярди доларів.

## Репарації та передача активів

### 2022
14 листопада 2022 року Генасамблея ООН ухвалила резолюцію про репарації Україні за війну Росії. За резолюцію проголосували 94 країни. Проти резолюції висловилися 14 країн: Багами, Білорусь, Китай, Куба, КНДР, Еритрея, Ефіопія, Іран, Малі, Нікарагуа, Росія, Сирія, Центрально-Африканська Республіка та Зімбабве.

### 2023
10 травня 2023 року генеральний прокурор США санкціонував перше передання конфіскованих російських активів (на суму 5.4 млн доларів) Україні з метою відбудови. 11 травня 2023 року стало відомо що Європейська комісія розробила варіанти використання активів Росії — як приватних, так і державних — для відбудови України на суму близько 24.1 млрд євро. 12 травня Бельгія передала Україні 92 млн євро, отриманих від заморожених активів РФ. 15 травня до Конгресу США внесено законопроєкт про передачу конфіскованих російських активів Україні. 25 травня згідно інформації у Financial Times представники Єврокомісії та держав-членів ЄС обговорили майбутнє відсотків, що генеруються російськими активами, розміром у 196.6 млрд євро (з яких 180 млрд євро — активи Центробанку РФ) що зберігаються у Euroclear, найбільшій у світі розрахунковій палаті.
8 вересня стало відомо що влада Естонії планує легалізувати конфіскацію пов'язаних із Кремлем активів для відбудови України. 9 вересня стало відомо що США заарештували понад 1 млрд доларів російських активів які можуть передати Україні.
11 жовтня стало відомо що Бельгія спрямує 1.7 млрд євро на підтримку України завдяки замороженим російським активам.
19 грудня стало відомо що ЄС у 12-му пакеті санкцій вперше запровадив механізм конфіскації заморожених активів. 20 грудня стало відомо що Німеччина планує конфіскувати російські активи на суму 720 млн євро.

### 2024
6 березня міністр закордонних справ Кемерон Сполученого Королівства заявив, що готовий позичити Україні всі заморожені російські активи в Британії на тій підставі, що Росія все одно буде змушена виплатити репарації Україні після закінчення війни. 7 березня парламент Швейцарії підтримав передачу заморожених російських активів Україні (у банках країни зберігається понад 8 мільярдів доларів резервів і активів російського центрального банку). За словами очільника швейцарського МЗС Ігнаціо Кассіса, Росія порушила міжнародне право, тому вона повинна відшкодувати завдані збитки.
8 травня постійні представники ЄС погодили використання прибутків від заморожених російських активів на підтримку відновлення України та її військового захисту від агресії РФ. 16 травня Парламент Естонії проголосував за закон, який дозволяє передати заморожені російські активи на компенсацію Україні. Наприкінці травня 2024 року країни G7 зійшлися на думці щодо плану США з вилучення доходів із заморожених російських активів – кроку, який забезпечив би Україні критично необхідне фінансування на суму до 50 мільярдів доларів, згідно інформації опублікованій у Bloomberg.
19 липня стало відомо що Міжнародний депозитарій Euroclear у липні 2024 року зробить перший внесок у розмірі приблизно 1,55 млрд євро у європейський фонд для України. Euroclear за підсумками першого півріччя 2024 року отримав 3,4 млрд євро у вигляді процентних доходів від інвестування заблокованих російських активів. У 2023 році ці доходи становили близько 4,4 млрд євро, у 2022 році - 821 млн євро.
26 жовтня того ж року стало відомо що країни G7 погодили кредит на $50 млрд для України за рахунок заморожених активів Росії. 28 жовтня стало відомо що у Фінляндії арештували активи РФ, це був перший випадок, коли це зробили за кордоном за позовом української компанії «Нафтогаз». 29 жовтня стало відомо що Японія надасть Україні понад 3 млрд доларів з конфіскованих російських активів у межах фінансової підтримки G7.
30 грудня 2024 року стало відомо що США нададуть Україні $15 мільярдів від російських заморожених активів у межах проєкту PEACE in Ukraine та внеску США на суму 20 млрд доларів за ініціативою G7, яка спрямована на соціальні та гуманітарні видатки.

### 2025
10 січня прем’єр-міністр України Денис Шмигаль повідомив що до державного бюджету України надійшли 3 мільярди євро від Європейського союзу за рахунок заморожених активів Росії.
20 березня було повідомлено що Україна отримала від ЄС другий транш у розмірі 1 млрд євро від заморожених російських активів.
9 квітня Україна отримала третій транш від ЄС на 1 млрд євро за рахунок доходів від російських активів. 14 квітня Міністерство Фінансів України повідомил про те що Україна отримала другий транш від Великої Британії обсягом 752 млн британських фунтів за рахунок заморожених активів РФ.
7 травня стартував судовий процес щодо конфіскації російського літака Ан-124 «Руслан» авіакомпанії «Волґа-Днєпр». 8 травня стало відомо що ЄС надав Україні четвертий транш у розмірі 1 млрд євро за рахунок заморожених активів Росії. 9 травня стало відомо що Франція використає доходи від заморожених активів РФ для обслуговування переданих Україні САУ Caesar. 19 травня стало відомо що Фінляндія постачатиме Україні боєприпаси за кошти з доходів від заморожених активів РФ.
13 червня Україна отримала пʼятий транш від ЄС обсягом 1 млрд євро у межах ініціативи G7 Extraordinary Revenue Acceleration for Ukraine (ERA). 19 червня стало відомо що ЄС планує отримати більше прибутку з «заморожених» російських активів. Єврокомісія розглядає ідею перевести близько 200 млрд євро російських держактивів із Бельгії в інвестиційний фонд із підвищеним ризиком. Це дозволило б отримувати вищі відсотки й спрямовувати їх на підтримку України, не зачіпаючи сам капітал. 30 червня Канада передала Україні близько 1,7 млрд доларів доходів від заморожених активів Росії у межах ініціативи G7. 8 серпня Рада ЄС ухвалила рішення про надання Україні 3,056 млрд євро в рамках Ukraine Facility. Того ж дня Європейський Союз отримав 1,6 мільярда євро з відсотків від заморожених активів РФ з планами передати їх Україні.

## Реєстр пошкодженого та знищеного майна
В Україні презентували Реєстр пошкодженого та знищеного внаслідок бойових дій майна.
Українців просять подавати заяви про пошкоджене майно в «Дії», щоб ця інформація зʼявилася в реєстрі й можна було розраховувати на компенсацію.
Алгоритм дій такий:
- подати повідомлення про пошкоджене чи зруйноване майно на порталі або в застосунку «Дія»;
- отримати повідомлення про те, що акт обстеження майна склала комісія, створена органом самоврядування чи ВЦА;
- очікувати внесення інформації про обстеження в Реєстр пошкодженого та зруйнованого майна ОМС або ВЦА;
- очікувати компенсації.[41]

За даними Мінцифри, українці подали вже понад 256 тисяч заяв про пошкоджене або знищене майно в «Дії». Тепер уся ця інформація буде в реєстрі. Ця цифра не враховує зруйновану інфраструктуру й промислові об’єкти.
Станом на 19 травня 2025 року Міжнародний реєстр збитків, створений для фіксації шкоди від агресії РФ, вже прийняв понад 27 500 заяв, зокрема у новій категорії щодо знищення нежитлової нерухомості.